# E-girls
E-girls（イー・ガールズ）は、日本の女性ダンス&ボーカルグループ。2011年から2020年まで活動していた。所属事務所はLDH JAPAN。レーベルはrhythm zone。

## 概要
グループ名について
- E-girlsの“E”は、所属事務所の先輩であるEXILEに由来する[4]。
- グループ名の表記は1stから3rdシングルまでは「E-Girls」であったが、4thシングルから「E-girls」となった[5]。「e-maのど飴」のタイアップ曲が「e-girls」となった時期があった[6]。

活動方針について
- 3rdシングルから全員参加ではなくなった[7]。
- 「VOCAL BATTLE AUDITION 3」の参加者で結成したEGDは2ndシングルから、合格者で結成したbunnyは3rdシングルから一部のメンバーがE-girlsに参加していった。4thシングルでbunny・EGDという表記が消えた。
- 2013年から[8]2017年まで所属事務所運営のダンススクールEXPG内に、E-girlsの下部組織として育成・修行の場となるグループ、Rabbits（高校1年以上）、Bunnies（中学3年以下）を設けていた。2015年1月27日に正式に発表された[9]。E-girls→下部組織→EXPGといった「E-girls Pyramid」に伴い、メンバーの構成は毎年見直され異動していた[9][10]。

## 略歴
2011年
- 4月24日、イベント『E-Girls SHOW』を開催[11][12]。LDHに所属する3つの女性グループDream、Happiness、Flowerを中心に構成されるプロジェクトとして始動[13][14]。
- 12月28日、シングル『Celebration!』でデビュー[15][16]。

2017年
- 7月15日 - 7月16日、『E-girls LIVE 2017 〜E.G. EVOLUTION〜』をもってDreamが活動終了し、3つのグループを中心としたプロジェクトとしても終了。11人組の1つのグループとして始動[17]。

2019年
- 12月22日、2020年末をもってグループを解散することを発表[18][19]。

2020年
- 12月28日、配信ライブ『LIVE×ONLINE BEYOND THE BORDER E-girls LAST LIVE』を最後に解散した[3]。

## メンバー

### 解散時のメンバー
- SAYAKA（元Happiness）
- 楓（元Happiness）
- 藤井夏恋（元Happiness、元ShuuKaRen）
- YURINO（元Happiness、元スダンナユズユリー）
- 須田アンナ（元Happiness、元スダンナユズユリー、元EGD）
- 鷲尾伶菜（元Flower）
- 坂東希（元Flower）
- 佐藤晴美（元Flower）
- 石井杏奈（元bunny）
- 山口乃々華（元bunny）
- 武部柚那（元スダンナユズユリー 、元bunny、元Rabbits）[20]

### 活動中に脱退したメンバー
- Sayaka（元Dream）
- MIMU（元Happiness）
- 木津玲奈（元EGD）
- 水野絵梨奈（元Flower）
- 杉枝真結（元Happiness）
- 武田杏香（元bunny）
- 武藤千春（元Flower）
- 萩尾美聖（元bunny、元Rabbits）
- 稲垣莉生（元bunny、元Rabbits）
- 生田梨沙（元EGD、元Rabbits）
- 中嶋桃花（元Bunnies）
- 渡邉真梨奈（元EGD、元Rabbits）
- 市來杏香（元Flower）
- Erie（元Dream）
- Shizuka（元Dream、元DANCE EARTH PARTY）
- Aya（元Dream）
- Ami（元Dream）
- MIYUU（元Happiness）
- 川本璃（元Happiness）
- 藤井萩花（元Flower、元ShuuKaRen）
- 重留真波（元Flower）
- 中島美央（元Flower）

### E-girlsリーダー
- 初代：Aya（2013年11月 - 2017年7月）[21]
- 二代：佐藤晴美（2017年10月 - 2020年12月）[22]

## 作品
順位はオリコン週間ランキングの最高位

### シングル
| #  | 発売日         | タイトル                                      | 順位 |
| -- | -------------- | --------------------------------------------- | ---- |
| 1  | 2011年12月28日 | Celebration!                                  | 7位  |
| 2  | 2012年4月18日  | One Two Three                                 | 12位 |
| 3  | 2012年10月3日  | Follow Me                                     | 2位  |
| 4  | 2013年2月20日  | THE NEVER ENDING STORY 〜君に秘密を教えよう〜 | 2位  |
| 5  | 2013年3月13日  | CANDY SMILE                                   | 6位  |
| 6  | 2013年10月2日  | ごめんなさいのKissing You                     | 2位  |
| 7  | 2013年11月20日 | クルクル                                      | 2位  |
| 8  | 2014年2月26日  | Diamond Only                                  | 2位  |
| 9  | 2014年7月9日   | E.G. Anthem -WE ARE VENUS-                    | 2位  |
| 10 | 2014年8月13日  | おどるポンポコリン                            | 5位  |
| 11 | 2014年9月10日  | Highschool ♡ love                             | 2位  |
| 12 | 2014年11月26日 | Mr.Snowman                                    | 2位  |
| 13 | 2015年5月20日  | Anniversary!!                                 | 3位  |
| 14 | 2015年9月30日  | Dance Dance Dance                             | 4位  |
| 15 | 2015年12月23日 | Merry × Merry Xmas★                           | 4位  |
| 16 | 2016年7月20日  | E.G. summer RIDER                             | 2位  |
| 17 | 2016年8月10日  | Pink Champagne                                | 2位  |
| 18 | 2016年11月30日 | Go! Go! Let's Go!                             | 2位  |
| 19 | 2017年7月26日  | Love ☆ Queen                                  | 4位  |
| 20 | 2017年12月6日  | 北風と太陽                                    | 4位  |
| 21 | 2018年1月31日  | あいしてると言ってよかった                    | 5位  |
| 22 | 2018年2月28日  | Pain, pain                                    | 6位  |
| 23 | 2019年7月24日  | シンデレラフィット                            | 10位 |
| 24 | 2020年1月29日  | 別世界                                        | 3位  |

### デジタルシングル
| 発売日         | タイトル                                     |
| -------------- | -------------------------------------------- |
| 2018年8月8日   | My Way feat. FIRE BALL, MIGHTY CROWN & PKCZ® |
| 2018年8月8日   | Let’s Feel High feat. MIGHTY CROWN & PKCZ®   |
| 2018年10月3日  | Perfect World                                |
| 2018年12月19日 | EG-ENERGY                                    |
| 2020年7月5日   | So many stars                                |

### アルバム
| # | 発売日        | タイトル     | 順位 |
| - | ------------- | ------------ | ---- |
| 1 | 2013年4月17日 | Lesson 1     | 1位  |
| 2 | 2014年3月19日 | COLORFUL POP | 1位  |
| 3 | 2015年1月1日  | E.G. TIME    | 1位  |
| 4 | 2017年1月18日 | E.G. CRAZY   | 1位  |
| 5 | 2018年5月23日 | E.G. 11      | 5位  |

### ベストアルバム
| # | 発売日         | タイトル                  | 順位 |
| - | -------------- | ------------------------- | ---- |
| 1 | 2016年2月10日  | E.G. SMILE -E-girls BEST- | 2位  |
| 2 | 2020年12月28日 | E-girls                   | 7位  |

### レンタル限定アルバム
| レンタル開始日 | タイトル                                          |
| -------------- | ------------------------------------------------- |
| 2014年12月24日 | E-girls "E.G. TIME" non-stop mix Mixed by DJ Erie |

### デジタルアルバム
| 発売日       | タイトル             |
| ------------ | -------------------- |
| 2020年8月5日 | E.G. SUMMER MIX 2020 |

### 配信ライブアルバム
| 発売日       | タイトル                             |
| ------------ | ------------------------------------ |
| 2020年9月9日 | E.G.POWER 2019 ～POWER to the DOME～ |

### 参加作品
| 発売日        | 曲名                        | 収録作品                                                                         |
| ------------- | --------------------------- | -------------------------------------------------------------------------------- |
| 2014年3月26日 | うれしい! たのしい! 大好き! | DREAMS COME TRUE『私とドリカム -DREAMS COME TRUE 25th ANNIVERSARY BEST COVERS-』 |
| 2014年6月18日 | I SHOULD BE SO LUCKY        | DJ MAKIDAI from EXILE『EXILE TRIBE PERFECT MIX』                                 |
| 2016年6月15日 | STRAWBERRY サディスティック | V.A.『HiGH&LOW ORIGINAL BEST ALBUM』                                             |

### 映像作品
| 発売日         | タイトル                             | 順位 |
| -------------- | ------------------------------------ | ---- |
| 2017年12月28日 | E-girls LIVE 2017 〜E.G. EVOLUTION〜 | 1位  |
| 2019年1月16日  | E-girls LIVE TOUR 2018 〜E.G. 11〜   | 2位  |
| 2021年4月21日  | LIVE×ONLINE BEYOND THE BORDER        | 3位  |

### 書籍
| 発売日         | タイトル                                     | ISBN              |
| -------------- | -------------------------------------------- | ----------------- |
| 2013年5月16日  | E-girlsと学ぼう! ダンスの基本DVDレッスンBOOK | 978-4-05-606998-3 |
| 2014年10月17日 | COLORFUL DIARY                               | 978-4-344-02647-6 |

### タイアップ
| 曲名                                       | タイアップ                                                                                    | 収録作品                                                   |
| ------------------------------------------ | --------------------------------------------------------------------------------------------- | ---------------------------------------------------------- |
| Celebration!                               | ラゾーナ川崎プラザ「ラゾーナウィンターバーゲン」CMソング                                      | 1stシングル『Celebration!』                                |
| One Two Three                              | サマンサタバサ「サマンサタバサリゾート ゴルフ&トラベル」CMソング                              | 2ndシングル『One Two Three』                               |
| One Two Three                              | テレビ朝日系『Musicる TV』2012年4月度エンディングテーマ                                       | 2ndシングル『One Two Three』                               |
| One Two Three                              | OPA「Oh! Bargain」CMソング                                                                    | 2ndシングル『One Two Three』                               |
| ただいま!                                  | フジテレビ系『ウチくる!?』2012年4月度エンディングテーマ                                       | 2ndシングル『One Two Three』                               |
| Follow Me                                  | サマンサタバサ「サマンサミューズALL STARS」CMソング                                           | 3rdシングル『Follow Me』                                   |
| Follow Me                                  | テレビ朝日系『お願い!ランキング』2012年10月度エンディングテーマ                               | 3rdシングル『Follow Me』                                   |
| JUST IN LOVE                               | 富士通 FMV「Floral Kiss」CMソング                                                             | 4thシングル『THE NEVER ENDING STORY』                      |
| JUST IN LOVE                               | ABC-MART「NUOVO カラフル 2way BOOTS」CMソング                                                 | 4thシングル『THE NEVER ENDING STORY』                      |
| THE NEVER ENDING STORY                     | フジテレビ系ドラマ『ビブリア古書堂の事件手帖』主題歌                                          | 4thシングル『THE NEVER ENDING STORY』                      |
| CANDY SMILE                                | UHA味覚糖「e-maのど飴」CMソング                                                               | 5thシングル『CANDY SMILE』                                 |
| CANDY SMILE                                | ABC-MART「VANS ダンスシューズ」CMソング                                                       | 5thシングル『CANDY SMILE』                                 |
| CANDY SMILE                                | テレビ朝日系『お願い!ランキング』2013年4月度エンディングテーマ                                | 5thシングル『CANDY SMILE』                                 |
| Shiny girls                                | ABC-MART「adidas ハニー インヒール」CMソング                                                  | 1stアルバム『Lesson 1』                                    |
| ごめんなさいのKissing You                  | 東宝映画『謝罪の王様』主題歌                                                                  | 6thシングル『ごめんなさいのKissing You』                   |
| Fancy Baby                                 | フジテレビ系『めざにゅ〜』テーマソング                                                        | 6thシングル『ごめんなさいのKissing You』                   |
| クルクル                                   | テレビ朝日系『お願い!ランキング』2013年11月度エンディングテーマ                               | 7thシングル『クルクル』                                    |
| クルクル                                   | UHA味覚糖「e-maのど飴」CMソング                                                               | 7thシングル『クルクル』                                    |
| クルクル                                   | ABC-MART「ボアコレクション」CMソング                                                          | 7thシングル『クルクル』                                    |
| Diamond Only                               | 日本テレビ系ドラマ『恋文日和』主題歌                                                          | 8thシングル『Diamond Only』                                |
| Diamond Only                               | 日本テレビ系『ミュージックドラゴン』2014年2月度エンディングテーマ                             | 8thシングル『Diamond Only』                                |
| Diamond Only                               | サマンサタバサ「Samantha Vega×Honey Bunch 〜Disney New Collection〜」CMソング                 | 8thシングル『Diamond Only』                                |
| A S A P                                    | 映画『女子ーズ』主題歌（キングレコード）                                                      | 2ndアルバム『COLORFUL POP』                                |
| E.G. Anthem -WE ARE VENUS-                 | NTTドコモ「dヒッツ 〜E-girls篇〜」CMソング                                                    | 9thシングル『E.G. Anthem -WE ARE VENUS-』                  |
| おどるポンポコリン                         | フジテレビ系アニメ『ちびまる子ちゃん』オープニングテーマ                                      | 10thシングル『おどるポンポコリン』                         |
| Highschool ♡ love                          | 関西テレビ・フジテレビ系ドラマ『GTO』主題歌                                                   | 11thシングル『Highschool ♡ love』                          |
| Highschool ♡ love                          | Samantha Vega「サマンサベガ meets E-girls」CMソング                                           | 11thシングル『Highschool ♡ love』                          |
| Mr.Snowman                                 | UHA味覚糖「e-maのど飴」CMソング                                                               | 12thシングル『Mr.Snowman』                                 |
| Mr.Snowman                                 | 「E-girls×Tポイントキャンペーン」タイアップソング                                             | 12thシングル『Mr.Snowman』                                 |
| Mr.Snowman                                 | 「プリンススノーリゾート2014-2015」CMソング                                                   | 12thシングル『Mr.Snowman』                                 |
| Music Flyer                                | トークライブアプリ「755」CMソング                                                             | 3rdアルバム『E.G. TIME』                                   |
| ロックンロール・ウィドウ                   | コーセー「ADDICTION」CMソング                                                                 | 3rdアルバム『E.G. TIME』                                   |
| 自由の女神 〜ユーヴライア〜                | 山崎製パン「ランチパック」CMソング                                                            | 3rdアルバム『E.G. TIME』                                   |
| Anniversary!!                              | Samantha Vega「サマンサベガ meets E-girls」CMソング                                           | 13thシングル『Anniversary!!』                              |
| Anniversary!!                              | プリンスホテル「夏プリ2015」CMソング                                                          | 13thシングル『Anniversary!!』                              |
| Dance Dance Dance                          | ハウステンボス「光の王国」CMソング                                                            | 14thシングル『Dance Dance Dance』                          |
| Dance Dance Dance                          | テレビ朝日系『お願い!ランキング』2015年9月度エンディングテーマ                                | 14thシングル『Dance Dance Dance』                          |
| Merry × Merry Xmas★                        | サマンサタバサ「キミにメリークリスマス」CMソング                                              | 15thシングル『Merry × Merry Xmas★』                        |
| Merry × Merry Xmas★                        | 日本テレビ系『スッキリ!!』2015年12月度エンディングテーマ                                      | 15thシングル『Merry × Merry Xmas★』                        |
| Merry × Merry Xmas★                        | プリンスホテル「冬プリ2015-2016」CMソング                                                     | 15thシングル『Merry × Merry Xmas★』                        |
| White Angel                                | プリンスホテル「冬プリ2015-2016」CMソング                                                     | 15thシングル『Merry × Merry Xmas★』                        |
| DANCE WITH ME NOW!                         | Samantha Vega「サマンサベガ meets E-girls 〜ルーム編〜」CMソング                              | ベストアルバム『E.G. SMILE -E-girls BEST-』                |
| STRAWBERRY サディスティック                | 日本テレビ系ドラマ『HiGH&LOW〜THE STORY OF S.W.O.R.D.〜』劇中歌                               | V.A.『HiGH&LOW ORIGINAL BEST ALBUM』                       |
| E.G. summer RIDER                          | コーセー「FASIO みて! パノラマカール篇」CMソング                                              | 16thシングル『E.G. summer RIDER』                          |
| Pink Champagne                             | ローソン「E-girlsスピードくじキャンペーン」CMソング                                           | 17thシングル『Pink Champagne』                             |
| Pink Champagne                             | Samantha Vega「Samantha Vega meets E-girls 恋してる!?～恋が叶うバッグ＃恋叶バッグ～」CMソング | 17thシングル『Pink Champagne』                             |
| Go! Go! Let's Go!                          | ムービーコミック『PとJK』主題歌                                                               | 18thシングル『Go! Go! Let's Go!』                          |
| Love ☆ Queen                               | 第一興商「LIVE DAM STADIUM コンテンツCM E-girls篇」CMソング                                   | 19thシングル『Love ☆ Queen』                               |
| Love ☆ Queen                               | 日本テレビ系『スッキリ!!』2017年8月度エンディングテーマ                                       | 19thシングル『Love ☆ Queen』                               |
| Love ☆ Queen                               | CanCam2017年8月号 CMソング                                                                    | 19thシングル『Love ☆ Queen』                               |
| Love ☆ Queen                               | ＆chouette「2017AW」CMソング                                                                  | 19thシングル『Love ☆ Queen』                               |
| Love ☆ Queen                               | AbemaTV『全力部活! E高』オープニングテーマ                                                    | 19thシングル『Love ☆ Queen』                               |
| 北風と太陽                                 | ＆chouette「2017Christmas」CMソング                                                           | 20thシングル『北風と太陽』                                 |
| Making Life!                               | UHA味覚糖「e-maのど飴」CMソング                                                               | 20thシングル『北風と太陽』                                 |
| あいしてると言ってよかった                 | コーセー「FASIO エクステいらないかも篇」CMソング                                              | 21stシングル『あいしてると言ってよかった』                 |
| Run with You                               | 第一生命「Run with You」CMソング                                                              | 21stシングル『あいしてると言ってよかった』                 |
| Pain, pain                                 | TBS系ドラマ『きみが心に棲みついた』主題歌                                                     | 22ndシングル『Pain, pain』                                 |
| DYNAMITE GIRL                              | 映画『トゥームレイダー ファースト・ミッション』日本版主題歌                                   | 22ndシングル『Pain, pain』                                 |
| Keep on                                    | 東建コーポレーション「ホームメイト」CMソング                                                  | 5thアルバム「E.G. 11」                                     |
| Let’s Feel High feat. MIGHTY CROWN & PKCZ® | コーセー「FASIO 新発明ハイブリッドブラシ篇」CMソング                                          | 配信シングル『Let’s Feel High feat. MIGHTY CROWN & PKCZ®』 |
| Perfect World                              | 映画『パーフェクトワールド 君といる奇跡』主題歌                                               | 配信シングル『Perfect World』                              |
| EG-ENERGY                                  | テレビ朝日系『お願い!ランキング』2018年12月度エンディングテーマ                               | 配信シングル『EG-ENERGY』                                  |
| EG-ENERGY                                  | WOWOW『LPGA女子ゴルフツアー』2019シーズン番組テーマソング                                     | 配信シングル『EG-ENERGY』                                  |
| EG-ENERGY                                  | キリンビバレッジ「キリンNUDA」CMソング                                                        | 配信シングル『EG-ENERGY』                                  |
| シンデレラフィット                         | ミスタードーナツ「Tap! Tap! Tapioca!」CMソング                                                | 23rdシングル『シンデレラフィット』                         |
| シンデレラフィット                         | ミスタードーナツ「コットンスノーキャンディ」CMソング                                          | 23rdシングル『シンデレラフィット』                         |
| Easy come, Easy go                         | 洋服の青山「『アソべるエラべるシゴト服』篇」CMソング                                          | 24thシングル『別世界』                                     |

## ライブ

### 単独
- 7月18日、7月19日：兵庫・ワールド記念ホール
- 7月24日、7月25日：東京・日本武道館
- 8月11日、8月12日：愛知・日本ガイシホール

- 2月14日、2月15日：福岡・マリンメッセ福岡
- 3月17日、3月18日：愛知・日本ガイシホール
- 3月28日、3月29日：大阪・大阪城ホール
- 4月29日：埼玉・さいたまスーパーアリーナ

- 6月14日：大阪・ユニバーサルスタジオジャパン グラマシーパーク特設会場

- 3月12日：福井・サンドーム福井
- 3月26日、3月27日：宮城・セキスイハイムスーパーアリーナ
- 4月09日、4月10日：福岡・マリンメッセ福岡
- 4月16日：広島・広島グリーンアリーナ
- 4月23日、4月24日：静岡・エコパアリーナ
- 5月07日：新潟・朱鷺メッセ 新潟コンベンションセンター
- 5月18日、5月19日：大阪・大阪城ホール
- 5月25日、5月26日、5月27日：東京・国立代々木競技場 第一体育館
- 6月11日、6月12日：大阪・大阪城ホール
- 6月18日：北海道・北海きたえーる
- 7月06日、7月07日：愛知・日本ガイシホール
- 8月10日、8月11日：埼玉・さいたまスーパーアリーナ

- 7月15日、7月16日：埼玉・さいたまスーパーアリーナ

- 6月02日：福井・サンドーム福井
- 6月09日、6月10日：静岡・エコパアリーナ
- 6月22日、6月23日、6月24日：兵庫・ワールド記念ホール
- 6月30日、7月01日：福岡・マリンメッセ福岡
- 7月07日：新潟・朱鷺メッセ 新潟コンベンションセンター
- 7月21日、7月22日：広島・広島グリーンアリーナ
- 8月01日、8月02日、8月04日、8月05日：埼玉・さいたまスーパーアリーナ

- 2月01日、2月02日：静岡・エコパアリーナ
- 2月22日、三重・三重県営サンアリーナ

新型コロナウイルスによる政府の自粛要請に従い中止
- 2月29日、3月01日：東京・武蔵野の森総合スポーツプラザ メインアリーナ
- 9月20日：埼玉・さいたまスーパーアリーナ（振替公演）

### 合同
- EXILE TRIBE LIVE TOUR 2012 〜TOWER OF WISH〜（2012年4月14日 - 7月1日）
- EXILE TRIBE PERFECT YEAR LIVE TOUR TOWER OF WISH 2014 〜THE REVOLUTION〜（2014年9月3日 - 12月28日）
- HiGH&LOW THE LIVE（2016年7月22日 - 10月3日）[38]
- E.G. POWER 2019 〜POWER to the DOME〜（2019年2月22日 - 5月25日）

### 配信
- LIVE×ONLINE（2020年7月5日：ABEMA）[39]
- LIVE×ONLINE IMAGINATION（2020年9月25日：ABEMA）
- E-girls Special LIVE & TALK Show（2020年11月28日：Huluストア、BARONSTREAM）
- LIVE×ONLINE BEYOND THE BORDER E-girls LAST LIVE（2020年12月28日：ABEMA）[3]

### 参加
- EXILE LIVE TOUR 2011 TOWER OF WISH 〜願いの塔〜（2011年11月 - 12月）[40]

## 出演

### テレビ番組
- 週刊EXILE（2011年 - 2020年、TBS）
- EXILE魂（2011年6月 - 2012年9月、MBS・TBS）
- E-Girlsが! モンクの叫び（2011年10月 - 2012年9月、TBS）[41][42][43][44]
- めちゃ×2イケてるッ!「必修ダンス 帰れまSTEP」（2012年6月 - 2013年5月、フジテレビ）
- 青山ワンセグ開発（2013年4月 - 2015年3月、NHK Eテレ）
- あけるなキケン（2014年10月 - 2015年9月、TBS）
- E-girlsを真面目に考える会議（2015年4月 - 6月、テレビ東京）
- EG-style（2015年10月 - 2016年3月、フジテレビ）

### テレビドラマ
- 恋文日和（2014年1月 - 3月、日本テレビ）[45]

### ウェブ番組
- E-girls movies!!（2013年11月 - 2014年9月、テレビ朝日・YouTube）
- 全力部活! E高（2018年10月 - 2019年10月、AbemaTV）[46]

### ミュージックビデオ
- EXILE 「Bloom」（2012年）
- EXILE 「EXILE PRIDE 〜こんな世界を愛するため〜」（2013年）[47]
- GENERATIONS from EXILE TRIBE「Y.M.C.A.」（2018年）

### CM
- ラゾーナ川崎プラザ「ラゾーナウィンターバーゲン」（2011年12月 - 2012年1月）
- OPA「Oh! Bargain」（2012年6月 - 7月）
- ABCマート「ボアコレクション」「ダンスシューズ」（2012年 - 2013年）
- 富士通 FMV「Floral Kiss」（2012年）
- UHA味覚糖「e-maのど飴」「e-matab」（2013年 - ）
- サマンサタバサ
  - 「Samantha Vega」（2014年 - 2016年）
  - 「& chouette」（2017年 - ）
- NTT docomo「dヒッツ」（2014年）
- カルチュア・コンビニエンス・クラブ「Tポイント」（2014年）
- コーセー
  - 「ADDICTION」（2014年）
  - 「FASIO」（2015年 - 2018年）
- 株式会社7gogo「755」（2015年）
- Beats by Dr. Dre「Solo2」（2016年）[48]
- Right-on（2016年 - 2017年）
- 第一興商「LIVE DAM STADIUM」（2017年）
- キリンビバレッジ「キリンNUDA」（2019年）

### 広告
- コーセー「VISEE」（2012年）[49][50]
- LUMINE EST（2013年）[51]

## 受賞歴
- MTV VMAJ 2014 最優秀振付け賞「ごめんなさいのKissing You」
- MTV VMAJ 2018 最優秀振付け賞「Show Time」
- 第36回 ベストジーニスト 2019 協議会選出部門[52]
- MTV VMAJ 2020 Inspiration Award Japan[53]

## E.G.family
2017年6月5日に下記の7つのアーティストの総称として発表された。
E.G.familyに含まれるアーティスト
- E-girls
- Dream Ami
- Happiness
- スダンナユズユリー

過去にE.G.familyに含まれていたアーティスト
- ShuuKaRen（2017年12月まで）
- DANCE EARTH PARTY（2018年12月まで）
- Flower（2019年9月まで）

ライブ
- E.G.POWER 2019 〜POWER to the DOME〜（2019年2月22日 - 5月25日）[55]

映像作品
- E.G.POWER 2019 〜POWER to the DOME〜（2019年7月24日）